# John Wilson Farrelly
John Wilson Farrelly (* 7. Juli 1809 in Meadville, Pennsylvania; † 20. Dezember 1860 ebenda) war ein US-amerikanischer Politiker. Zwischen 1847 und 1849 vertrat er den Bundesstaat Pennsylvania im US-Repräsentantenhaus.

## Werdegang
John Farrelly war der Sohn des Kongressabgeordneten Patrick Farrelly (1770–1826). Er besuchte bis 1826 das Allegheny College in Meadville. Nach einem anschließenden Jurastudium und seiner 1828 erfolgten Zulassung als Rechtsanwalt begann er dort in diesem Beruf zu arbeiten. Gleichzeitig schlug er eine politische Laufbahn ein. Im Jahr 1828 gehörte er dem Senat von Pennsylvania an; 1837 saß er als Abgeordneter im dortigen Repräsentantenhaus. Danach war er von 1838 bis 1842 erneut Mitglied des Staatssenats. Politisch schloss er sich der in den 1830er Jahren gegründeten Whig Party an.
Bei den Kongresswahlen des Jahres 1846 wurde Farrelly im 22. Wahlbezirk von Pennsylvania in das US-Repräsentantenhaus in Washington, D.C. gewählt, wo er am 4. März 1847 die Nachfolge des Demokraten William Swan Garvin antrat. Da er im Jahr 1848 auf eine weitere Kandidatur verzichtete, konnte er bis zum 3. März 1849 nur eine Legislaturperiode im Kongress absolvieren. In dieser Zeit war er Vorsitzender des Patentausschusses. Seine Zeit als Kongressabgeordneter war von den Ereignissen der Endphase des Mexikanisch-Amerikanischen Krieges geprägt.
Zwischen 1849 und 1953 war Farrelly Revisor bei der Bundesfinanzbehörde (Auditor of the Treasury). Danach praktizierte er bis zu seinem Tod am 20. Dezember 1860 wieder als Anwalt.